# Un héritage sur les bras
Pour plus de détails, voir Fiche technique et Distribution.
Un héritage sur les bras (titre original : Murder, He Says) est un film américain en noir et blanc réalisé par George Marshall, sorti en 1945. 

## Synopsis
Pete Marshall, un enquêteur sur les conditions de vie des habitants en zone rurale, est envoyé dans une petite ville isolée de campagne pour retrouver un collègue de travail qui n'a plus donné signe de vie depuis sa dernière enquête. Il se rend dans la dernière famille que celui-ci devait sonder, la famille Fleagle, des « péquenots » finis, composée de : Maman, la matriarche, ses deux grands fils jumeaux, Mert et Bert, sa fille débile, Elany, son troisième mari, petit homme faible et insignifiant, et la grand-mère, seul membre de la famille qui paraisse normal.
Pete à peine arrivé, les fils Fleagle veulent lui faire un sort. Maman Fleagle lui propose d’épargner sa vie en échange d'un service : qu'il se fasse passer auprès de la grand-mère malade et alitée pour le petit ami de Bonnie Fleagle - une jeune parente qui se trouve en prison - afin de gagner sa confiance. Car grand-maman refuse de leur dire où elle a caché les sept mille dollars volés par Bonnie et son père (exécuté depuis). À Pete, la grand-mère confie qu'elle refuse de leur révéler la cachette parce qu'ils sont en train de l'empoisonner petit à petit. Avant de mourir, elle enseigne à Pete une chanson absurde, sans queue ni tête, également connue d'Elany, qui est un indice indiquant l'emplacement de la cachette. Puis grand-maman meurt. Mais voici que débarque Bonnie qui s'est évadée de prison, bien décidée à récupérer son argent...

## Fiche technique
- Titre original : Murder, He Says
- Réalisation : George Marshall
- Scénario : Lou Breslow sur une histoire de Jack Moffitt
- Photographie : Theodor Sparkuhl
- Montage : LeRoy Stone
- Musique : Robert Emmett (non crédité)
- Producteur : E.D. Leshin
- Société de production : Paramount Pictures
- Pays d'origine : États-Unis
- Format : noir et blanc - 35 mm - 1,37:1 - Son : Mono (Western Electric Recording)
- Genre : Comédie loufoque, Comédie noire, Farce, Fantastique
- Durée : 94 min
- Dates de sortie :
  - États-Unis : 23 juin 1945
  - France : 1945

## Distribution
- Fred MacMurray : Pete Marshall
- Helen Walker : Claire Matthews
- Marjorie Main : Maman Fleagle Smithers Johnson
- Jean Heather : Elany Fleagle
- Peter Whitney  : Mert Fleagle / Bert Fleagle
- Porter Hall  : M. Johnson
- Mabel Paige : Grand-maman Fleagle
- Barbara Pepper : Bonnie Fleagle
- Si Jenks : L'ancien

## À noter
- Cette comédie loufoque et endiablée comporte des gags alors novateurs et cocasses[2], devenus des morceaux d'anthologie[3]. Le film mêle plusieurs genres : la farce burlesque, le gothique, le fantastique, le policier, le mystère.
- Une réussite, selon la critique de cinéma Pauline Kael (1919-2001), qui écrira que Un héritage sur les bras est supérieur à Arsenic et Vieilles Dentelles, autre farce fofolle sortie un an plus tôt (avec Cary Grant)[4], avec laquelle Un héritage sur les bras partage des points communs.